# Нордхаузен
Нордхаузен (нем. Nordhausen) — город в центре Германии, на южном склоне Гарца, в округе Эрфурт. Транспортный узел. 44,4 тыс. жителей (1972). Центр тяжёлого машиностроения; производство шахтного и др. промышленного оборудования; тракторостроение, общее машиностроение.

## Города-побратимы
- Бейт-Шемеш, Израиль
- Шарлевиль-Мезьер, Франция
- Бохум, Германия
- Острув-Велькопольский, Польша

## Знаменитые земляки
- Зуфан, Бернхард Людвиг (1845—1911) — историк немецкой литературы.
- Эйнике, Людвиг (1904—1975) — немецкий коммунистический политик.